# Eudiaptomus gracilis
Eudiaptomus gracilis is een eenoogkreeftjessoort uit de familie van de Diaptomidae. De wetenschappelijke naam van de soort werd in 1862 voor het eerst geldig gepubliceerd door Georg Ossian Sars.